# Lyktos
Lyktos of Lyttus (Oudgrieks: Λυκτός, Λυττός; Latijn: Lyctus; huidige Lytto of Lytto, een deelgemeente van Kastelli) was een oud-Griekse polis op Kreta.
Het was een van de oudste, reeds door Homeros genoemde steden van Kreta. Ze was gelegen op een hoogte van de berg Argaeum, op 40 stadiën (7,4 km) van de noordkust en 80 (14,8 km) van de zuidkust, ten zuidoosten van Knossos. Zij werd gehouden voor een kolonie van de Spartanen en voor de moeder en de kweekster van de beste burgers.

## Referentie
- art. Lyctus, in F. Lübker - trad. ed. J.D. Van Hoëvell, Classisch Woordenboek van Kunsten en Wetenschappen, Rotterdam, 1857, p. 559.